# Astro大馬控股有限公司
Astro大馬控股有限公司（英文：Astro Malaysia Holdings Bhd，MYX：6399）為馬來西亞最大綜合傳媒娛樂公司。

## 公司簡介
Astro大馬控股有限公司為Astro控股私人有限公司旗下之東南亞業務公司，是東南亞唯一發展關鍵領域業務的傳媒娛樂公司，包括收費衛星電視廣播、數碼媒體、多媒體互動服務、電視頻道營運、電視節目製作及發行、海外電視節目代理發行、電腦動畫、雜誌出版和藝人管理
Astro大馬控股有限公司在收費電視廣播服務方面為3.1萬馬來西亞住宅用戶提供230條電視頻道。除此之外，Astro大馬控股有限公司也提供DTH衛星電視、IPTV（Astro Go）、3D、高清（B.yond）、PVR、VOD等等的服務給予馬來西亞住宅用戶。

## 公司業務
馬來西亞是Astro大馬控股有限公司業務的重心，佔集團總收益的90%。而馬來西亞的主要收入則來自電視頻道的廣告費及客戶訂購的電視服務，佔有一定的市場份額。
Astro大馬控股有限公司的管理層已表明正積極開拓新市場，以彌補不足。

### 收費衛星電視廣播
擁有全馬最高科技功能，為客戶提供訂購的電視服務、廣播、視像傳送及訊號上下行服務。

### 數碼媒體
擁有全馬最高科技功能，為客戶提供更高的畫面質素、網絡創建、智能手機設置服務、高畫質電視及智慧型電視。

### 多媒體互動服務
負責經營社交媒體手機及應用程式開發。

### 電視頻道營運
負責經營擁有超過40條的Astro自家電視頻道，為大眾提供非一般的有線衛星電視服務，也為大眾帶來不同新聞資訊及綜藝娛樂。

### 電視節目製作及發行
每年製作多部馬來語、英語、華語及多種印度語的電視節目供給Astro自家電視頻道及其他本地和外國電視台，也負責經營電視節目發行及銷售業務。

### 海外電視節目代理發行
負責經營海外節目代理發行權及提供海外節目于Astro自家電視頻道及其他本地和外國電視台。

### 電腦動畫
負責經營通過使用全馬最高科技功能製作的動畫供給Astro自家電視頻道及其他本地和外國電視台。

### 雜誌出版
各式各樣及不同類型的雜誌讓其擁有超高的促銷標準

### 藝人管理
管理的旗下合約藝人共有超過100位。

### 收音电台
- MY
- MELODY
- GoXuan

## 子公司
- Astro Audio私人有限公司（簡稱Astro Audio）是Astro大馬控股有限公司旗下電台廣播服務公司，前身为AMP电台网络，也是馬來西亞最大電台，擁有11家電台頻道。

- Astro Shaw私人有限公司（簡稱Astro Shaw）是Astro大馬控股有限公司旗下影视剧公司。

- Tayangan Unggul私人有限公司（英文：Tayangan Unggul Sdn Bhd，簡稱Tayangan Unggul）是馬來西亞數一數二的馬來語電影製作公司，由Astro大馬控股有限公司及著名馬來語電影製作人合資開設。

- Nusantara Karya Seni私人有限公司（英文：Nusantara Karya Seni Sdn Bhd，簡稱Nusantara Karya Seni）是馬來西亞數一數二的馬來語電視劇製作公司，由Astro大馬控股有限公司及著名馬來語電視劇製作人合資開設。

- Endemol馬來西亞娛樂集團私人有限公司（英文：Endemol Malaysia Entertainment Group Sdn Bhd，簡稱Endemol娛樂集團）是馬來西亞最大影視娛樂發行及廣告分銷公司，Astro大馬控股有限公司擁有馬來西亞代理經營權，提供高素質的本地及海外電視節目和廣告分銷給與其他電視台。

- Rocketfuel Entertainment是Astro大馬控股有限公司旗下藝人管理公司。[1]

- Astro Studios是Astro大馬控股有限公司旗下制作管理公司。

## 外部連結
- Astro電視服務官方網站（页面存档备份，存于）